# نانسي دير
نانسي دير (بالإنجليزية: Nancy Dwyer)‏ هي رسامة أمريكية، ولدت في 1954 في نيويورك في الولايات المتحدة.